# Aepykorys
Aepykorys is een geslacht van wantsen uit de familie van de Tingidae (Netwantsen). Het geslacht werd voor het eerst wetenschappelijk beschreven door Drake & Ruhoff in 1965.

## Soorten
Het genus bevat de volgende soorten:

- Aepykorys missai Guilbert, 2021
- Aepykorys proekes Drake & Ruhoff, 1965